# Xəzər-Lənkəran Futbol Klubu
El Xəzər-Lənkəran Futbol Klubu (o Khazar Lenkoran FK, en àzeri: Xəzər Lənkəran) és un club azerbaidjanès de futbol de la ciutat de Lenkoran.

## Història
El club es va fundar l'any 1975, tot i que es va dissoldre a meitats dels anys 90. En aquesta època va guanyar la Copa de l'Azerbaidjan, quan aquesta competició estava integrada dins de les de la Unió Soviètica. L'any 2004 es tornà a fundar, per l'empresari d'origen turc Mübariz Mensimov, propietari de la companyia armadora Palmari. La temporada 2006/07 el FK Khazar feu el doblet, en guanyar la lliga i la copa.

## Palmarès
- Lliga azerbaidjana de futbol: 1
  - 2006-07
- Copa azerbaidjana de futbol: 3
  - 2006-07, 2007-08, 2010-11
- Copa de la Comunitat d'Estats Independents: 1
  - 2008
- Copa de l'RSS de l'Azerbaidjan: 1
  - 1987

## Futbolistes destacats
- Samir Aliyev
- Dmitriy Kramarenko
- Emin Quliyev
- Mahmud Gurbanov
- Khagani Mamedov
- Zaur Ramazanov
- Daniel Munteanu
- Claudiu Răducanu
- Radomir Todorov
- Kostadin Djambazov
- Ivan Cvetkov
- Oktay Derelioğlu
- Juninho
- Diego Souza
- Milorad Korać
- Yakuba Bamba
- Darius Zutautas
- Valeri Abramidze

## Entrenadors
- Nazim Suleymanov (2004)
- Rasim Kara (2004-05)
- Nazim Suleymanov (2005)
- Şenol Fidan (2005)
- Viktor Pasulko (2006)
- Agasalim Mirjavadov (2006-2008)
- Rasim Kara (2008 -)